# DDR-Hockeymeister
Mit DDR-Hockeymeister sind die deutschen Meister der Deutschen Demokratischen Republik der Damen und Herren im Hockey, Feld und Halle, gemeint. (Feld 1949 - Ostzonenmeister) Die Hockeymeister der Bundesrepublik Deutschland sind hier aufgeführt: Deutscher Meister (Hockey).

## Liste der Hockeymeister
Nach dem Zweiten Weltkrieg wurden in der sowjetischen Besatzungszone, dem späteren Gebiet der DDR, durch Weisung der sowjetischen Militäradministration 1945 alle Sportvereine aufgelöst. Nachdem der Hockeybetrieb ab ca. 1946 wieder in Gang kam, wurden die Vereine bis ca. 1951 als Betriebssportgemeinschaft einem Trägerbetrieb zugeordnet. Daher waren auch über den Zeitraum 1949 bis 1951 hinaus Umbenennungen möglich, wenn die Trägerbetriebe wechselten.
Grundlage der folgenden Liste sind das Deutsche Hockey Jahrbuch, die Angaben auf www.sport-komplett.de und auf www.sport-record.de.
Soweit zu den einzelnen Vereinen oder deren Nachfolgern als Hockeyverein Einträge in der Wikipedia vorliegen, sind sie als Verweis hinterlegt. Da sich die Stammbäume in den allermeisten Fällen einzig auf die Fußballsektionen beziehen, sei in der folgenden Aufzählung genannt, welche heute bestehenden Vereine die einstigen Hockeyabteilungen aufgenommen haben, sofern sich nicht die gesamte BSG bzw. der betreffende geförderte Sportclub in einen bürgerlichen Verein wandelten:
- SG VEB Köthen-West / SG Union Köthen / BSG Stahl Köthen / BSG Motor Köthen → Cöthener HC 02;
- SG Probstheida / BSG "Erich Zeigner" Leipzig / BSG Einheit Leipzig Ost / BSG Einheit Leipzig Zentrum → ATV Leipzig 1845;
- SG Dynamo / SG Dynamo „Helmut Just“ / SG Dynamo Hohenschönhausen / BSG Rotation Prenzlauer Berg → SG Rotation Prenzlauer Berg[5];
- BSG Einheit Rostock → HSG Uni Rostock;
- BSG Mechanik Jena / BSG Motor Jena / BSG Motor Carl Zeiss Jena → SSC Jena;
- SC Motor Jena → heute nicht mehr existierend
- BSG Rotation Südost Leipzig / SC Rotation Leipzig / SC Leipzig → heute nicht mehr existierend
- BSG Medizin Leipzig → Hockey dort heute nicht mehr existierend
- BSG Traktor Osternienburg → Osternienburger HC Schwarz-Weiß;
- SG Lindenau Aue / BSG Konsum / ZSG Industrie Leipzig, Abt. Konsum / BSG Empor Leipzig-Lindenau → HCLG Leipzig;
- BSG Post Magdeburg West sowie auch BSG Lokomotive Magdeburg → Magdeburger SV Börde 1949;
- SG Schleußig / ZSG Industrie Leipzig, Abt. Lindenau Hafen / BSG Aufbau Südwest Leipzig  → Leipziger SC 1901;
- ZSG Industrie Leipzig, Abt. Mitte / BSG Stahl Südwest Leipzig / BSG Motor LES Leipzig / BSG Stahl LES Leipzig / BSG Empor Zentrum Leipzig → Hockey heute dort nicht mehr existierend
- SC Weißensee / SG Weißensee / BSG Lokomotive Pankow / BSG Tiefbau Berlin → SV Blau-Gelb Berlin;
- BSG Post Karl-Marx-Stadt → Post SV Chemnitz;
- BSG Motor Meerane → SV Motor Meerane;
- BSG Chemie Leuna → TSV Leuna;
- BSG Einheit Schwerin / BSG Lokomotive Schwerin → Schweriner SC Breitensport;
- SG Oberspree / BSG Motor Friedrichshain / BSG Motor BGW Berlin / BSG Narva Berlin → SG Narva Berlin (heute ohne Hockeyabteilung);

| Jahr | Feldhockey Herren           | Feldhockey Damen            | Hallenhockey Herren         | Hallenhockey Damen          |
| ---- | --------------------------- | --------------------------- | --------------------------- | --------------------------- |
| 1949 | SG VEB Köthen-West          | ZSG Industrie Leipzig       |                             |                             |
| 1950 | BSG Stahl Köthen            | BSG Post Magdeburg West     |                             |                             |
| 1951 | BSG Einheit Ost Leipzig     | BSG Einheit Schwerin        | BSG Einheit Ost Leipzig     | BSG Einheit Ost Leipzig     |
| 1952 | BSG Einheit Rostock         | BSG Stahl Südwest Leipzig   | BSG Einheit Ost Leipzig     | BSG Motor Zeiss Jena        |
| 1953 | BSG Motor Köthen            | BSG Aufbau Börde Magdeburg  | BSG Einheit Zentrum Leipzig | BSG Motor Köthen            |
| 1954 | BSG Motor Köthen            | BSG Motor Zeiss Jena        | BSG Lokomotive Pankow       | BSG Motor Köthen            |
| 1955 | SC Motor Jena               | BSG Motor Zeiss Jena        | BSG Einheit Zentrum Leipzig | BSG Lokomotive Schwerin     |
| 1956 | SC Motor Jena               | SC Rotation Leipzig         | BSG Lokomotive Pankow       | SC Rotation Leipzig         |
| 1957 | SC Motor Jena               | BSG Motor Köthen            | BSG Post Karl-Marx-Stadt    | SC Rotation Leipzig         |
| 1958 | SC Motor Jena               | BSG Motor Köthen            | SC Rotation Leipzig         | SC Motor Jena               |
| 1959 | SC Rotation Leipzig         | SC Motor Jena               | BSG Post Karl-Marx-Stadt    | SC Motor Jena               |
| 1960 | SC Rotation Leipzig         | SC Motor Jena               | BSG Lokomotive Magdeburg    | SC Motor Jena               |
| 1961 | SC Rotation Leipzig         | SC Motor Jena               | SC Motor Jena               | SC Motor Jena               |
| 1962 | SC Motor Jena               | SC Rotation Leipzig         | SC Motor Jena               | SC Rotation Leipzig         |
| 1963 | SC Motor Jena               | SC Motor Jena               | SC Leipzig                  | SC Leipzig                  |
| 1964 | BSG Einheit Zentrum Leipzig | SC Motor Jena               | SC Motor Jena               | SC Motor Jena               |
| 1965 | SC Motor Jena               | BSG Motor Carl Zeiss Jena   | SC Motor Jena               | SC Leipzig                  |
| 1966 | SC Motor Jena               | BSG Motor Carl Zeiss Jena   | SC Motor Jena               | BSG Aufbau Südwest Leipzig  |
| 1967 | SC Motor Jena               | BSG Motor Carl Zeiss Jena   | BSG Lokomotive Magdeburg    | BSG Motor Köthen            |
| 1968 | SC Motor Jena II            | BSG Motor Carl Zeiss Jena   | SC Leipzig                  | BSG Motor Carl Zeiss Jena   |
| 1969 | SC Leipzig                  | BSG Motor Carl Zeiss Jena   | BSG Motor Meerane           | BSG Motor Köthen            |
| 1970 | BSG Carl Zeiss Jena         | BSG Aufbau Südwest Leipzig  | BSG Chemie Leuna            | BSG Narva Berlin            |
| 1971 | BSG Einheit Zentrum Leipzig | BSG Aufbau Südwest Leipzig  | BSG Traktor Osternienburg   | BSG Aufbau Südwest Leipzig  |
| 1972 | BSG Traktor Osternienburg   | BSG Aufbau Südwest Leipzig  | BSG Traktor Osternienburg   | BSG Motor Köthen            |
| 1973 | BSG Traktor Osternienburg   | BSG Aufbau Südwest Leipzig  | BSG Traktor Osternienburg   | BSG Traktor Osternienburg   |
| 1974 | BSG Einheit Zentrum Leipzig | BSG Aufbau Südwest Leipzig  | BSG Traktor Osternienburg   | BSG Motor Köthen            |
| 1975 | BSG Traktor Osternienburg   | BSG Aufbau Südwest Leipzig  | BSG Einheit Zentrum Leipzig | BSG Motor Köthen            |
| 1976 | BSG Traktor Osternienburg   | BSG Aufbau Südwest Leipzig  | BSG Traktor Osternienburg   | BSG Medizin Mitte Leipzig   |
| 1977 | BSG Traktor Osternienburg   | BSG Aufbau Südwest Leipzig  | BSG Traktor Osternienburg   | BSG Traktor Osternienburg   |
| 1978 | BSG Traktor Osternienburg   | BSG Traktor Osternienburg   | BSG Traktor Osternienburg   | BSG Traktor Osternienburg   |
| 1979 | BSG Traktor Osternienburg   | BSG Traktor Osternienburg   | BSG Traktor Osternienburg   | BSG Einheit Zentrum Leipzig |
| 1980 | BSG Traktor Osternienburg   | BSG Traktor Osternienburg   | BSG Traktor Osternienburg   | BSG Traktor Osternienburg   |
| 1981 | BSG Traktor Osternienburg   | BSG Traktor Osternienburg   | BSG Traktor Osternienburg   | BSG Medizin Mitte Leipzig   |
| 1982 | BSG Traktor Osternienburg   | BSG Traktor Osternienburg   | BSG Traktor Osternienburg   | BSG Traktor Osternienburg   |
| 1983 | BSG Traktor Osternienburg   | BSG Traktor Osternienburg   | BSG Traktor Osternienburg   | BSG Traktor Osternienburg   |
| 1984 | BSG Traktor Osternienburg   | BSG Traktor Osternienburg   | BSG Traktor Osternienburg   | BSG Traktor Osternienburg   |
| 1985 | BSG Traktor Osternienburg   | BSG Traktor Osternienburg   | BSG Traktor Osternienburg   | BSG Traktor Osternienburg   |
| 1986 | BSG Traktor Osternienburg   | BSG Traktor Osternienburg   | BSG Traktor Osternienburg   | BSG Traktor Osternienburg   |
| 1987 | BSG Empor Leipzig Lindenau  | BSG Aufbau Südwest Leipzig  | BSG Traktor Osternienburg   | BSG Traktor Osternienburg   |
| 1988 | BSG Motor Köthen            | BSG Traktor Osternienburg   | BSG Traktor Osternienburg   | BSG Traktor Osternienburg   |
| 1989 | BSG Traktor Osternienburg   | BSG Einheit Zentrum Leipzig | BSG Traktor Osternienburg   | BSG Einheit Zentrum Leipzig |
| 1990 | BSG Motor Köthen            | BSG Traktor Osternienburg   | BSG Traktor Osternienburg   | BSG Traktor Osternienburg   |

## Rekordmeister der Damen und Herren im Feldhockey
Herren
- 15 Titel: BSG Traktor Osternienburg (1972–1973, 1975–1986, 1989)
- 11 Titel: SC Motor Jena / BSG Motor Carl Zeiss Jena (1955–1958, 1962–1963, 1965–1968, 1970)
- 6 Titel:  SG Union Köthen / BSG Stahl Köthen / BSG Motor Köthen (1949–1950, 1953–1954, 1988, 1990)

Die DDR unterhielt im Zeitraum von 1954 bis 1969 Leistungszentren, die sogenannten Sportclubs (SC), u. a. in Jena und Leipzig, was sich in den Ergebnissen der Jahre 1955 bis 1969 deutlich widerspiegelt. Praxis der DDR-Sportförderung war die Delegation der besten Aktiven in die Leistungszentren. Nach den Olympischen Spielen 1968 verlor Hockey die Einstufung als geförderte Sportart (vgl. Leistungssportbeschluss der DDR vom 8. April 1969), die Leistungszentren wurden geschlossen. In der Folgezeit ab 1972 dominierte Osternienburg daraufhin das Herrenhockey der DDR bemerkenswerterweise, obwohl die Gemeinde nur rund 2100 Einwohner hat.
Damen
- 12 Titel: BSG Motor Zeiss Jena / SC Motor Jena / BSG Motor Carl Zeiss Jena (1954–1955, 1959–1961, 1963–1969)
- 11 Titel: BSG Traktor Osternienburg (1978–1986, 1988, 1990)
- 9  Titel: BSG Aufbau Südwest (1970–1977, 1987)

Die vorstehend beschriebene Förderung in Leistungszentren und deren Schließung (1965 bei den Damen) dokumentiert sich auch beim Feldhockey der Damen sehr deutlich. Nach der Schließung des Jenaer Leistungszentrums konnten sich zunächst die Damen des heutigen Leipziger SC als Serienmeister etablieren, wurden jedoch ab 1978 durch Osternienburg abgelöst.

## Rekordmeister der Damen und Herren im Hallenhockey
In der DDR (und in Österreich) wurden in der Hallensaison 1950/1951 weltweit erstmals nationale Meisterschaften im Hallenhockey ausgetragen.
Herren
- 19 Titel: BSG Traktor Osternienburg (1971–1974, 1976–1990)
- 5  Titel: SC Motor Jena (1961–1962, 1964–1966)
- 3  Titel: BSG Einheit Zentrum Leipzig (1953, 1955, 1975)

Auch im Hallenhockey der Herren waren bis in die zweite Hälfte der 1960er Jahre Mannschaften aus den Leistungszentren dominierend, wobei hier die Titel zwischen den Standorten Leipzig und Jena recht gleichmäßig verteilt waren. Ab 1971 dann dominierten auch in der Halle die Herren aus Osternienburg klar.
Damen
- 12 Titel: BSG Traktor Osternienburg (1973, 1977–1978, 1980, 1982–1988, 1990)
- 7  Titel: BSG Motor Köthen (1953–1954, 1967, 1969, 1972, 1974–1975)
- 7  Titel: BSG Motor Zeiss Jena / SC Motor Jena / BSG Motor Carl Zeiss Jena (1952, 1958–1961, 1964, 1968)

Nicht ganz so deutlich sind die Auswirkungen der Leistungszentren im Hallenhockey der Damen zu beobachten, wo sich die Damen aus Köthen dauerhaft in der Leistungsspitze etablieren konnten. Klar ersichtlich ist dennoch auch hier, dass nach 1968 Hockey in Jena stark an Stellenwert verlor. Schließlich kann auch hier ab 1973 die Vorrangstellung des Osternienburger Hockey beobachtet werden.

## Rekordtitel nach Clubs
1. BSG Traktor Osternienburg: 57 Titel
2. BSG Motor Zeiss Jena / SC Motor Jena / BSG Motor Carl Zeiss Jena: 35 Titel
3. SG Union Köthen / BSG Stahl Köthen / BSG Motor Köthen: 13 Titel
4. BSG Aufbau Südwest Leipzig: 11 Titel
5. BSG Einheit Zentrum Leipzig: 9 Titel

In Anbetracht der Dominanz sowohl der Herren als auch der Damen aus Osternienburg verwundert es nicht, dass diese mit zusammen 57 nationalen Titeln den erfolgreichsten Club stellen. Dank des Bestandes des Leistungszentrums bis 1968 folgt Jena auf Platz zwei.